# 贺村站
贺村站位于浙江省衢州市江山市贺村镇，是沪昆铁路上的车站。车站由上海局集团金华车务段管辖，客运业务于1998年因中国铁路大提速而停办:221；货运办理整车发到业务，主要服务红火集团水泥厂，此外车站货源还辐射福建古田、光泽等地区。

## 概要
贺村站建于1933年，因地处浙江、江西、福建三省交界而成为重要的物资集散地。当时车站设有3条到发线和2条货物线。1958年上铺站启用后分流了本站的部分货运业务:268。1980年代车站修建通往南平油库的专用线，长800米。在浙赣线电气化改造工程中，贺村站及上下行区间均利用旧线。其中下行至新塘边站区间工程于2005年12月23日完工，上行至上铺区间则于12月27日完工。2004年车站修建往红火集团水泥厂的专用线，长2.95公里，于2006年7月完工:222:156。
贺村站站场设有2条正线和4条到发线。车站货场位于贺福路贺村中心广场附近，面积1.3万平方米，内设2条货运线，主要到发货品为水泥类、金矿类、粮食类、非矿类和食品类。此外车站还设有通往红火集团水泥厂的专用线，长2.95公里。专用线在厂内设装卸线5条、存车线3条以及调车线、回车线各1条:222。